# Things People Do
Pour plus de détails, voir Fiche technique et Distribution.
Things People Do (After the Fall) est un thriller américain réalisé par Saar Klein, sorti en 2014.

## Synopsis
Bill Scanlon, enquêteur pour une compagnie d'assurance dans une petite ville du Sud-ouest des États-Unis, en bordure du désert, est licencié du jour au lendemain. Père de famille sans histoire – et doté par ailleurs d’un grand sens moral –, il n’en dit rien à son épouse et à ses enfants, feignant de se rendre tous les jours à son travail et évoquant même une hypothétique promotion. Il cherche désespérément un autre emploi, en vain.
Les ennuis financiers s'accumulent bientôt, toujours sans que sa famille l’apprenne. Un jour, Bill ressort l’arme de service de son père (un policier qui s’est suicidé) et tente de mettre fin à ses jours, sans parvenir à passer le pas. Marchant dans un état second, l’arme à la main, il braque presque par inadvertance un couple adultère croisé par hasard dans la maison témoin d’un programme immobilier. Il renouvelle ensuite ses attaques, d’abord contre des personnes, puis en dévalisant une station-service, un garagiste, une supérette...
Dans le même temps, il se lie d'une solide amitié avec Frank McTiernan, un inspecteur de police rencontré dans un bowling. Ce policier est dépressif depuis que sa femme l’a quitté – emmenant avec elle leur fils dont il n'a plus aucune nouvelle.
Un jour que McTiernan est invité à déjeuner par les Scanlon, son attention est éveillée par les bracelets de plastique avec lesquels jouent les deux garçons du couple, bracelets utilisés par Bill pour ligoter les gens qu'il dévalise. 
Peu de temps après, Susan, l'épouse de Bill, reliant de petits riens, commence à se douter qu’il y a un problème. Un matin, elle le suit en voiture mais perd sa trace. Comme elle appelle le bureau de son époux, un employé lui dit qu’il n’y travaille plus. Les mensonges que lui fournit ensuite son mari ne la convainquent pas.
Entre-temps, McTiernan invite Bill à une planque en voiture. Il lui montre les divers documents indiquant que la police le recherche et lui explique que cet homme va finir par tuer un innocent, ce qui détruira sa vie. Manifestement, l'inspecteur soupçonne Bill mais, comme il l’apprécie, il semble vouloir lui donner une chance de regagner le droit chemin.
De retour chez lui, Bill découvre que sa femme a trouvé son arme dans la sacoche qu'il est censé apporter tous les jours au travail... et est partie chez son père, emmenant les deux enfants.
Bill vit désormais seul dans la maison familiale. Il cesse ses braquages et se débarrasse même de son arme.
Quelque temps plus tard, Susan et les enfants regagnent la maison familiale. Bill finit par trouver un emploi comme agent immobilier. Tout semble revenir à la normale.
Mais, lisant un quotidien, il s'aperçoit qu’un autre a été arrêté à sa place. Un homme qui de son côté avait déjà commis des vols à main armée, et auquel on impute ceux perpétrés par Bill. Ce dernier se rend dans la maison du prévenu et, voyant un adolescent seul (et visiblement en détresse), il réalise que l'arrestation du père a détruit la famille entière. Cela torture Bill, qui s’en ouvre à sa femme ; elle lui dit de ne surtout rien faire, pour ne pas mettre sa propre famille en danger.
Le jour suivant, Bill Scanlon apporte un cadeau au fils du prévenu et le dépose sur le perron de la maison. L'inspecteur McTiernan, qui le surveille, le voit faire. Il le suit alors en voiture, lui fait immobiliser son véhicule et, au cours d’une conversation, alors que Bill s’apprête à tout lui avouer, le tance vertement, lui demandant s’il veut lui aussi détruire sa famille. Après avoir expliqué à Bill qu’il a l’opportunité rare de bénéficier d’une deuxième chance, le policier replace le cadeau dans la voiture de son ami.
Quoique sa conscience le travaille, Bill semble se plier à ce que sa femme et son ami policier lui ordonnent de faire. La vie familiale reprend.
Toutefois, la dernière image du film le montre qui, un matin, se gare en face d'un commissariat de police, sans que l’on sache s’il va descendre pour se dénoncer... ou reprendre sa route.

## Fiche technique
- Titre original : After the Fall
- Titre français : Things People Do
- Titre québécois : Jusqu'au bout
- Réalisation : Saar Klein
- Scénario : Saar Klein et Joe Conway
- Musique : Marc Streitenfeld
- Photographie : Matthias Koenigswieser
- Montage : Hank Corwin et Saar Klein
- Producteur : Hans Graffunder, Sarah Green et Christos V. Konstantakopoulos
  - Coproducteur : Missy Yager et Atilla Salih Yücer
  - Producteur délégué : Kurt Billick, Nicolas Gonda, Doug Liman, Michael Macs, Ryan Rettig et David Klein
  - Producteur associé : David Melito et Kristin Mann
- Production : ?
- Distribution : Chrysalis Films
- Pays d'origine : États-Unis
- Genre : Thriller
- Durée : 110 minutes
- Dates de sortie :
  -  États-Unis : 12 décembre 2014
  -  France : 18 février 2015

## Distribution
- Wes Bentley : Bill Scanlon
- Jason Isaacs : Frank McTiernan
- Vinessa Shaw : Susan Scanlon
- Haley Bennett : Ruby
- Audrey Walters : Babs
- Chad Brummett : Rick
- Sam Trammell : Lee
- Beth Bailey : Doris
- W. Earl Brown
- Nathan Brimmer : l'officier de police
- Stacy Shane : Larry